# ساعات مقاومة للصدمات
مقاومة الصدمات هي علامة شائعة يتم ختمها على ظهر ساعات المعصم للإشارة إلى مدى توافق الساعة مع الصدمات الميكانيكية. وفي الساعة الميكانيكية يشير هذا إلى أن المحاور الدقيقة التي تمسك عجلة التوازن مثبتة في نظام تعليق زنبركي مخصص لحمايتها من التلف في حالة سقوط الساعة. ويعد نظام إنكبلوك (Incabloc) المخترع في عام 1934 أحد أقدم الأنظمة وأكثرها استخدامًا. وكانت عجلات التوازن المكسورة سببًا شائعًا لإصلاحات الساعة قبل الاعتماد الواسع لمحاور التوازن المقاومة للصدمات في الخمسينيات من القرن الماضي.

## الاستعمالات
في يومنا هذا نسبة كبيرة من الساعات الميكانيكية المنتجة مقاومة للصدمات، فحتى ساعات الغواصين (وفقًا لمعيار ISO 6425 ) يجب ألا تتوافق مع معايير مثل مقاومة الماء واللمعان والمقاومة المغناطيسية وصلابة الشريط فحسب، ولكن أيضًا مقاومة الصدمات.

### معيار مقاومة الصدمات ISO 1413
أصدرت المنظمة الدولية للتوحيد القياسي معيارًا للساعات المقاومة للصدمات، وتبنته العديد من الدول. ألا وهو معيار ISO 1413 Horology - الساعات المقاومة للصدمات إذ يحدد الحد الأدنى من المتطلبات ويصف الطريقة المناسبة للاختبار، والغرض منه هو السماح بتجانس الاختبارات بدلاً من التحكم الفردي في جميع ساعات مجموعة الإنتاج، ويعتمد على محاكاة الصدمة التي تتلقاها الساعة عند السقوط العرضي من ارتفاع 1 متر على سطح أفقي من الخشب الصلب.
ومن الناحية العملية، يتم اختبار مقاومة الصدمات عمومًا عن طريق تطبيق صدمتين (واحدة على جانب الساعة 9، وواحدة على البلورة وعمودية على الوجه). وعادة ما يتم توجيه الصدمة بواسطة مطرقة بلاستيكية صلبة مثبتة كبندول، وذلك لتوصيل كمية محسوبة من الطاقة، فعلى وجه التحديد طرقة بفوة 3كجم مع سرعة ارتطام تبلغ 4.43م/ث(حيث سيوفر هذا ما يقرب من 30 جول من الطاقة للساعة). إذ يجب أن تحافظ الساعة على دقتها عند +/- 60 ثانية / يوم كما تم قياسها قبل الاختبار.

## روابط خارجية
- What is a shock resistant watch نسخة محفوظة 28 ديسمبر 2021 على موقع واي باك مشين.